# Асьєнда

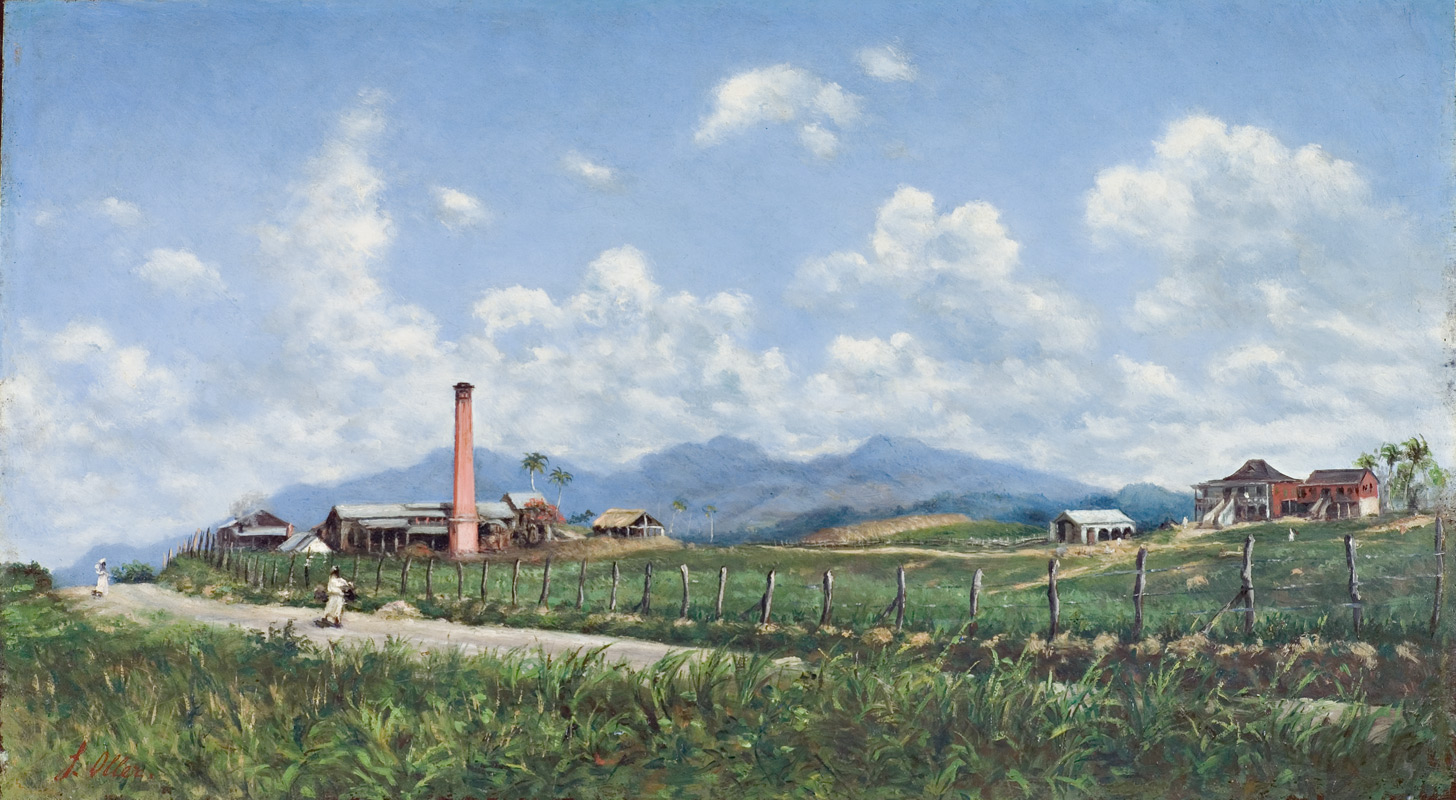
Асьєнда «Аврора» (1899) в місті Понсе, Пуерто-Рико

Асьєнда (ісп. hacienda — маєток, ферма) — великий приватний маєток в Іспанії та Латинській Америці, до якого часто прикріплені батраки (пеони) — номінально вільні, але вимушені працювати на власника асьєнди і повністю від нього залежать. В Аргентині, Чилі та Уругваї аналогічні маєтки називають естансіями; в Бразилії маєтки схожого типу називають фазендами. В літературі інколи зустрічається інша назва — гасієнда.

## Історія
Асьєнди виникли в результаті пожалувань/продажу великих ділянок землі іспанськими королями у власність окремим власникам. На відміну від енком'єнди, власники яких не були їх власниками і мали лише право (часто довічне) ними користуватися, власники асьєнди були їх повноправними господарями.
Власники асьєнди, в основному, займалися розведенням великої рогатої худоби на природних пасовищах і вели торгівлю шкурами, яловичим салом і солониною. Оскільки пасовищне скотарство вимагало великих площ, індіанців зганяли з їх земель. Щоб не померти з голоду, індіанці змушені були найматися батраками до власників асьєнди. Однак їм призначалася така мала заробітна плата, що індіанці виявлялися змушені постійно просити її вперед. Відповідно, вони дуже швидко опинялися в неоплатному боргу перед господарем асьєнди, що призвело до нової форми експлуатації — пеонажу (борговій кабалі).